# Garonne

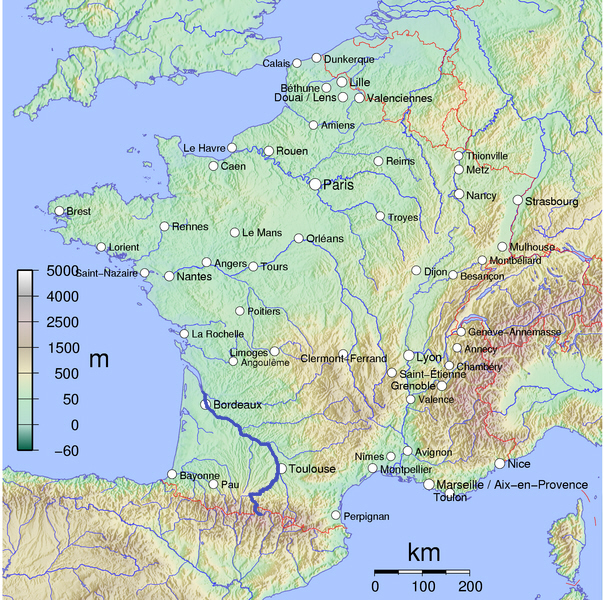
Garonnes sträckning.

Garonne (spanska: Río Garona) är en flod i sydvästra Frankrike, mellan Pyrenéerna och Atlanten. Den är 575 kilometer lång. Flodens källor ligger i Val d'Aran i Spanien. Mynningsviken vid Atlantkusten är 15 kilometer bred, 75 kilometer lång och heter Gironde, där Garonne har gemensamt utflöde med floden Dordogne. Garonnes avrinningsområde är 55 000 km². Medelflödet några mil före mynningen är 631 m³/s.

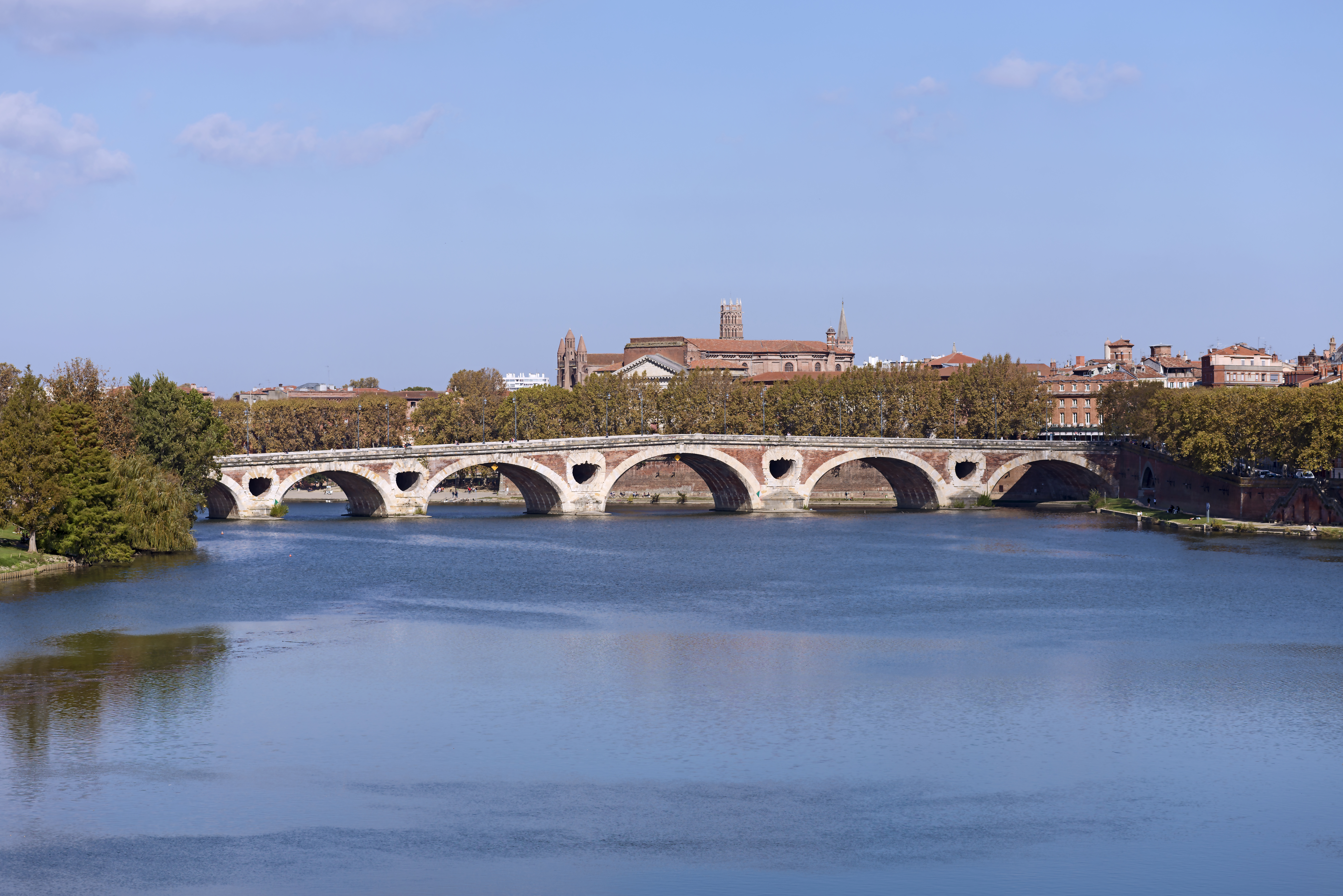
Garonne vid Toulouse.

Garonne förbinder tillsammans med Canal du Midi Atlanten med Medelhavet. Sjöfartyg transporterar bland annat vin på floden. Floden rinner genom städerna Toulouse och Bordeaux. Garonnes viktigaste biflöden är Tarn och Lot.